# 1770 (xác ướp)
1770, còn được gọi là Xác ướp 1770 hoặc Xác ướp số 1770, là một xác ướp nữ của Ai Cập cổ đại. Mẫu vật được Rosalie David tìm thấy trong một chiếc quách, và khoảng 13 hoặc 14 tuổi vào lúc bà ấy chết. Chân của xác ướp không có, và được thay thế bằng ván gỗ. Bàn chân của xác ướp cũng bao gồm những đôi dép chứa đầy bùn và lau sậy, với các đầu được thay thế cho ngón chân. Móng tay và đầu sậy có lớp phủ vàng, điều đó cho thấy bà sống trong một gia đình giàu có.

## Tử vong
Người ta phát hiện ra rằng Xác ướp 1770 có một con giun guinea bị vôi hóa ở thành bụng. Chân bà bị cắt cụt, một bên trên đầu gối, một bên dưới đầu gối. Có thể sự điều trị không thành công của bệnh lậu là nguyên nhân gây tử vong. Tuy nhiên, không biết liệu đôi chân của bà có bị cắt cụt vì điều này hay không. Được biết, xác ướp 1770 đã chết vài tuần sau khi phẫu thuật.

## Tái tạo khuôn mặt
Khi chiếc quách được mở ra vào năm 1975 bởi đội ngũ Xác ướp Manchester, bao gồm cả Tiến sĩ Rosalie David, tin rằng họ có thể cố gắng tái tạo khuôn mặt pháp y. Hộp sọ của bà không đầy đủ và vỡ thành nhiều mảnh, để tái tạo lại, nhóm nghiên cứu đã ghép hộp sọ lại với nhau, tạo ra một tấm thạch cao và lấp đầy các khoảng trống bằng sáp. Để tạo ra khuôn mặt, các chốt gỗ đã được khoan vào các khuôn, ở độ sâu chính xác của mô. Sau đó, sáp đã được thêm vào các khuôn trên các chốt, phủ chúng nhẹ. Sau khi sáp được thêm vào, mắt thủy tinh và một bộ tóc giả đã được thêm vào khuôn. Xác ướp 1770 đã được tái tạo hai lần, một là phiên bản 1975, lần khác là phiên bản sửa đổi, với làn da sẫm màu hơn và trang điểm. 